# Vladimír Haviar
Vladimír Haviar (18. října 1911 Púchov – 4. března 1996 Bratislava) byl slovenský a československý lékař a politik, poválečný poslanec Prozatímního Národního shromáždění za Demokratickou stranu.

## Biografie
V roce 1934 promoval na Lékařské fakultě Univerzity Komenského v Bratislavě. Nastoupil na kliniku. Patřil mezi přední lékařské odborníky na kardiologii na Slovensku. Specializoval se na problematiku plicní embolie. Po návratu ze studijního pobytu v USA zavedl na Slovensku jako novou metodu katetrizaci srdce. Podílel se na vzniku slovenské kardiochirurgie v letech 1951–1953 a v roce 1965 vybudoval první koronární jednotku na Slovensku. Inicioval provedení první transplantace srdce. Angažoval se v četných odborných lékařských spolcích. Jako první Slovák byl v letech 1954–1960 předsedou Československé kardiologické společnosti.
V letech 1945–1946 byl poslancem Prozatímního Národního shromáždění za Demokratickou stranu. V parlamentu setrval až do parlamentních voleb v roce 1946.
Podle jednoho zdroje se v roce 1945 se stal členem Sboru pověřenců (pověřenec zdravotnictví). Přehledy členů Sborů pověřenců ale jeho jméno neuvádějí. V letech 1948–1953 byl vedoucím odboru zdravotnictví města Bratislava a v letech 1955–1960 hlavním internistou na Slovensku. V letech 1968–1970 byl poslancem Slovenské národní rady. Rezignoval v dubnu 1970 v rámci hromadné obměny poslanců SNR.
Ve veřejné debatě o zdravotnictví se angažoval ještě po sametové revoluci. V roce 2007 mu byl in memoriam udělen Pribinův kříž.